# William W. Naismith
William Wilson Naismith, né en 1856 et mort le 27 septembre 1935, était un alpiniste écossais. Il fut un membre fondateur du Club alpin écossais (en) et créa la règle de Naismith (en), utilisée afin de déterminer le temps nécessaire à la réalisation d'une course en fonction de sa longueur et de son dénivelé.

## Jeunesse
Naismith était le second des deux enfants de William Naismith, physicien, et de Mary Anne Murray. Il a grandi à Hamilton (South Lanarkshire) et est allé à la Gilbertfield House School. Il a été initié à la montagne dans les Highlands dès son plus jeune âge par ses parents : il a fait l’ascension du Ben Lomond à 9 ans et une hivernale dans le Beinn Bhreac à 14 ans. Après l'école, il a obtenu un diplôme de Comptabilité à l'Université de Glasgow.

## Carrière d'alpiniste
Naismith a commencé à grimper sérieusement dans les années 1880. Son ascension difficile du Ben More en 1884 l'a amené à la conviction que les montagnes de l'Écosse exigent le même niveau de respect que celles des Alpes, et en janvier 1889, il publie une lettre dans le Glasgow Herald proposant la formation d'un « Club Alpin écossais ». Après avoir reçu de nombreuses réponses, lui et d'autres fondent le Club alpin écossais (en) en mars 1889. Naismith, considéré comme « le père du club », était son premier trésorier.
Naismith a réalisé plusieurs premières tout au long de sa carrière. En 1894, il a été le premier à compléter (et nommer) Tower Ridge sur le plus haut sommet du Royaume-Uni, le Ben Nevis ; en 1896, il a effectué la première ascension hivernale du versant nord-est de la montagne ; et en 1898, il réalisa pour la première fois sa Staircase Climb. Il est devenu le premier à compléter Crowberry Ridge sur le Buachaille Etive Mòr en 1896 par la voie aujourd'hui appelée Naismith's Route. Il était aussi un skieur compétent, et fait la première expédition enregistrée sur les skis de l'histoire écossaise quand il a skié à travers le Campsie Fells en 1890. En 1895, il est devenu la première personne à explorer une étendue gelée sur le Loch Lomond avec des patins à glace.
Il est peut-être mieux connu pour avoir conçu la règle de Naismith (en), une méthode d'estimation de la durée d'un itinéraire pédestre en fonction de la distance et de la dénivellation. Selon la règle, une personne apte peut marcher environ 3 milles (4,828032 km) en une heure, avec une heure supplémentaire pour chaque 2 000 pieds (609,6 m) d'altitude acquise.

## Après l'alpinisme
Naismith a vécu à Glasgow à partir de 1905 et s'occupa de l'église paroissiale Hillhead Kelvinside où il était un aîné pendant 27 ans. Il épousa Edith A.W. Barron en 1925 à l'âge de 69 ans. Il est mort le 27 septembre 1935 après être subitement tombé malade et a été enterré dans sa ville natale de Hamilton.